# Спартак (Рязань)
Футбольний клуб «Спартак» (Рязань) або просто «Спартак» (Рязань) (рос. Футбольный клуб «Спартак» Рязань) — російський футбольний клуб з міста Рязань. Заснований 1937 року.

## Хронологія назв
- 1949, 1961—1967, 1969—1986, 1995—1999, с 2015 — «Спартак»
- 1959—1960 — «Труд»
- 1968 — «Зірка»
- 1987 — «Сапфір»
- 1988—1994 — «Торпедо»

## Історія
Клуб було засновано в 1937 році. У 1949 році дебютував у Другій союзній лізі, де посів останнє місце. Після цього виступав в аматорських змаганнях. З 1959 року знову брав участь у Другій лізі, в якій виступав до завершення сезону 1962 року. Найкращим результатом у цьому турнірі стало 5 місце в 3-й зоні другого за силою дивізіону (класу «Б») в 1961 році. З 1963 року, після реформи футбольних ліг, опустився до третього дивізіону радянської першості. У 1965 році «Спартак» виграв свою групу, випередивши казанський «Рубін», завдяки чому отримав право взяти участь у фінальній частині турніру за право підвищитися в класі, в якому поступився саратовському «Соколу». У 1968 році за рахунок розширення кількості учасників потрапив до другого дивізіону, проте за підсумком цього ж сезону понизився в класі. У 1970 році знову став переможцем групи, але в фінальній частині турніру поступився грозненському «Тереку» та припинив боротьбу в турнірі. Протягом наступних років був міцним середняком чемпіонату, і лише в 1977 році посів 3-є місце на груповому етапі. У 1980 році знову став третім, після цього провів декілька невдалих сезонів, і лише в 1987 році разом з трьома іншими колективами розділив 2-е місце групового етапу. Після двох 3-х місць став середняком чемпіонату.
Після розпаду Радянського Союзу «Спартак» отримав право зіграти в новоствореній першій лізі чемпіонату Росії 1992 (зона «Центр»), де рязанський колектив зайняв 2-е місце. Наступного сезону команда посіла в своїй групі 15-е місце, але оскільки з наступного сезону замість трьох груп повинен був з'явитися єдиний чемпіонат, рязанський клуб понизився в класі. 
У квітні 1994 року 25-річний футболіст «Спартака» Сергій Манікін намагався підірвати храм Вознесіння Господнього в Рязані з усіма людьми, які знаходилися в ньому, в тому числі членами Слоновського ОЗУ, які ховали свого ватажка Миколу Івановича Максимова. Однак, неподалік від церкви детонатор спрацював від пульта автомобільної сигналізації, і Манікін загинув. Його ноги відірвало і закинуло на дерево. Замовником масового вбивства, якому не судилось відбутися, був Віктор Айрапетов, лідер конкурентного для «слоновського» ― «айрапетівського» угруповання.
У сезонах 1997 та 1998 років фінішував на 3-му місці в чемпіонаті. Після завершення сезону 1999 року команда припинила існування. Місце у другому дивізіоні було віддано клубу «Агрокомплект», який до 5 жовтня 2000 року виступав також під назвою «Спартак».
Навесні 2017 року, завдяки об'єднанню вболівальників, команда відновила своє існування, зберігши назву «Спартак» (Рязань).

## Статистика виступів
| Сезон | Чемпіонат | Чемпіонат | Чемпіонат | Чемпіонат | Чемпіонат | Чемпіонат | Чемпіонат | Чемпіонат | Чемпіонат | Чемпіонат | Кубок Росії     |
| Сезон | Дивізіон  | Міс       | О         | Іг        | В         | Н         | П         | ЗМ        | ЗМ        | РМ        | Кубок Росії     |
| ----- | --------- | --------- | --------- | --------- | --------- | --------- | --------- | --------- | --------- | --------- | --------------- |
| 1992  | 2-й Центр | 2-й       | 46        | 34        | 19        | 8         | 7         | 55        | 38        | +17       | -               |
| 1993  | 2-й Центр | 15-е      | 28        | 38        | 10        | 8         | 20        | 37        | 56        | -19       | Четвертий раунд |
| 1994  | 3-й Центр | 4-е       | 43        | 32        | 16        | 11        | 5         | 43        | 24        | +19       | Перший раунд    |
| 1995  | 3-й Центр | 9-е       | 53        | 40        | 14        | 11        | 15        | 40        | 39        | +1        | Перший раунд    |
| 1996  | 3-й Центр | 5-е       | 90        | 42        | 28        | 6         | 8         | 67        | 24        | +43       | Другий раунд    |
| 1997  | 3-й Центр | 3-е       | 80        | 40        | 24        | 8         | 8         | 59        | 22        | +37       | Другий раунд    |
| 1998  | 3-й Центр | 3-е       | 75        | 40        | 21        | 12        | 7         | 56        | 29        | +27       | Другий раунд    |
| 1999  | 3-й Центр | 10-е      | 50        | 36        | 15        | 5         | 16        | 46        | 46        | 0         | Четвертий раунд |
| 2000  | -         | -         | -         | -         | -         | -         | -         | -         | -         | -         | Четвертий раунд |
| 2000  | -         | -         | -         | -         | -         | -         | -         | -         | -         | -         | Другий раунд    |

## Відомі гравці
- / Ігор Коняєв — 400 матчів